# Liz Rech
Elisabeth Ursula „Liz“ Rech (* 1975 in München) ist eine deutsche Dramaturgin, Regisseurin und Performerin, die im Grenzbereich zwischen Theater, Performance und Installation arbeitet.

## Leben
Liz Rech studierte zunächst an der Bayerischen Theaterakademie Schauspieldramaturgie, Sozialpsychologie und Neuere Deutsche Literatur.
Nachdem sie während des Studiums u. a. am Maxim-Gorki-Theater in Berlin als Regieassistentin gearbeitet hatte, studierte sie 1998 für ein Jahr am „Conservatoire D‘Art Dramatique“ in Avignon/Frankreich Schauspiel; anschließend nahm sie ihr Studium in München wieder auf. Während dieser Zeit entstanden bereits erste eigene Regiearbeiten (Angriffe auf Anne von Martin Crimp 2000, Brüder+Schwestern von Olivier Cadiot 2001), die sich fast alle dem Bereich site specific theatre zuordnen lassen und bereits installative Elemente integrierten.
Nach ihrem Abschluss als Diplomdramaturgin 2001 begann sie 2002 am Institut für Schauspieltheaterregie an der Hochschule für Musik und Theater Hamburg Regie zu studieren. Dort studierte sie u. a. bei Sandra Strunz, Falk Richter und Andreas Kriegenburg.
Seit 2007 realisierte sie zahlreiche Projekte im Grenzbereich zwischen Schauspieltheater und Performance (ÜBER/RESTE / Staatstheater Stuttgart 2006; BASTARD. WAHLIDENTITÄTEN / Ernst Deutsch Theater Hamburg 2008). Daneben erfolgten Arbeiten an Video- und Installationsprojekten (MOUTH/MUND (2006); TAPE 1-4 (2007); DRESSED_TO_KILL(2008)). In letzter Zeit arbeitet sie neben Projekten im site specific-Kontext auch im interkulturellen Bereich. Sie arbeitete u. a. mit den Regisseuren Gerardo Naumann aus Buenos Aires und Tobias Rausch von lunatiks produktion Berlin, dem Choreographen Antoine Effroy (Hamburg), sowie der Regisseurin Sylvi Kretzschmar (Hamburg, Wien) zusammen.
Seit 2009 ist sie Teil der Künstlerinitiative „Komm in die Gänge“ im Gängeviertel in Hamburg. In diesem Rahmen realisierte sie zahlreiche Interventionen und performative Aktionen,
darunter MOVING WALLS (2009), GANGARTEN (2010), DU LÜGST! DELUXE (2010),
UTOPISCHER GARTEN (2010), SONNTAGSSALON #1 (2010), „RAUM IM RAUM“ (2010), LEERSTANDS-PERFORMANCE (Sonntagsalon #4, 2010), SONNTAGSSALON #5 zum Thema LICHT (2011), Sonntagssalon #9 zum Thema FLUCHT (2013), Sonntagssalon #12 SCHLAFSALON (2015).
Sie ist Mitbegründerin der Freien Probebühne im Gängeviertel, einem selbstorganisierten Probenraumkollektiv in der FABRIQUE im Hamburger Gängeviertel.
Seit 2010 ist sie Teil des internationalen Künstlernetzwerkes „sweet and tender collaborations“; aus dem Treffen Total 2010 ging das kollaborative Netzwerk TREFFEN TOTAL hervor. Seitdem gab es in Hamburg mehrere weitere Treffen: Treffen Total Lokal (Kampnagel 2014), Treffen Total 2010 (Tanzplan Hamburg), Treffen Total 2018 (Tanzplan Hamburg).
Seit 2013 arbeitet sie in dem Agil-Prop-Kollektiv Schwabinggrad Ballett mit (u. a. Performances WE ARE EVIDENCE OF WAR, Wiener Festwochen 2014; PLATZ DER UNBILLIGEN LÖSUNGEN II: Europa der Kommenden/how to arrive to stay, Park Fiction Hamburg 2014; CHÖRE DER KOMMENDEN, Live Art Festival, Kampnagel 2015; CHÖRE DER ANGEKOMMENEN. INDISKRETE PLATZBEFRAGUNG, HAU, Berlin 2017).

## Künstlerische Forschung
Seit 2015 forscht sie am künstlerisch-wissenschaftlichen Graduiertenkolleg PERFORMING CITIZENSHIP in Hamburg zum Thema „PERFORMING CITIZENSHIP – VERSAMMLUNG IN (DER) BEWEGUNG. Die Körper der Bürgerschaft/en und ihre Bewegungen im Raum“.
Das Graduiertenkolleg wird getragen von einer Kooperation zwischen der HafenCity Universität (HCU)/Bereich Kultur der Metropole, der Hochschule für Angewandte Wissenschaft (HAW)/Department Design und zwei forschungsorientierten außeruniversitären kulturellen Institutionen, dem Forschungstheater/FUNDUS THEATER und K3 – Zentrum für Choreographie | Tanzplan Hamburg.
In dem Rahmen erfolgte die Präsentation des künstlerischen Rechercheprojektes 〉〉〉〉〉〉 MARCHING SESSION I – VI. _____________ 〉〉〉〉〉Interaktive (Lecture-) Performance für Mit-Läufer und Schritt-Macher. im Rahmen der Projektwoche des Graduiertenkollegs (April 2016). Im September 2017 folgte Präsentation des zweiten Rechercheprojektes
〉〉〉〉〉〉 HALLO, MARSCH! ________〉〉〉〉. Kollektive Walkingperformance für Mit-Läufer*innen und Schritt-Macher*innen. Als partizipative Performance wurde das Projekt im Rahmen der Hallo Festspiele als Walkingperformance vom Berliner Tor zum alten Kraftwerk Bille in Hammerbrook/Hamburg durchgeführt.

## Lehre
Zum Thema Lecture Performance unterrichtete sie 2009/2010 beim Studiengang Performance Studies an der Universität Bremen.
Von 2007 bis 2014 unterrichtete sie das Fach Theater im Rahmen des Studium Generale an der Bucerius Law School in Hamburg und seit 2016 ist sie an der Hochschule für Musik und Theater Hamburg (HfMT).
Zudem leitet sie regelmäßig Theater-Werkstätten und gibt bundesweit Workshops im Rahmen der Lehrerfortbildung für das Fach Darstellendes Spiel.

## Inszenierungen & Performances
- 1997 – Ein Traumspiel von August Strindberg in München
- 2000 – AusStellung: attempts on her life/Angriffe auf Anne von Martin Crimp in München
- 2001 – Schwestern + Brüder von Olivier Cadiot (DSE) in der ehemaligen McGraw-Kaserne
- 2003 – Schmutzige Wäsche? mit Texten von Xavier Durringer in Hamburg
- 2004 – Die Perser/Bambiland mit Texten von Aischylos/Elfriede Jelinek in den Zeisehallen in Hamburg
- 2004 – Leviathan/Wir werden nicht mehr handeln nach Dea Loher in Hamburg
- 2005 – Dépannage/Pannenhilfe von Pauline Sales im Malersaal des Deutschen Schauspielhauses Hamburg
- 2005 – Mickey der Nachtwächter von Natacha de Pontcharra bei den „Flächenbrand“-Festivals des SchauspielKiel.
- 2006 – Come on you boys in brown (FC St. Pauli-Fassung von Steht auf, wenn ihr Schalker seid) von Jörg-Menke Peitzmeier, Ernst Deutsch Theater in Hamburg.
- 2006 – ÜBER/RESTE Performanceprojekt im Rahmen des „KAUFEN!“- Festivals am Staatstheater Stuttgart (Gastspiel im Malersaal des Deutschen Schauspielhauses Hamburg bei „FINALE 06“)
- 2008 – BASTARD. Wahlidentitäten – Ein Rechercheprojekt im Ernst Deutsch Theater, Hamburg
- 2010 – GANG/ARTEN – interaktive Walkingperformance im Rahmen von „Explosion – eine theatralische Theaterparty“ im Malersaal / Deutsches Schauspielhaus Hamburg.
- 2010 – DU LÜGST! Deluxe – Performance im Hamburger Gängeviertel im Rahmen von „Du lügst“ / Thalia Theater Hamburg.
- 2010 – Lecture Performance PINK NOISE/Filter und Rauschen: Auf der Suche nach der verlorenen Aufmerksamkeit/ Lehrauftrag Performance Studies an der Universität Bremen.
- 2010 – Performatives Recherche-Projekt zum Thema Heimat. Lügen. Erinnerung im Schützenhof in Bremen
- 2010 – Leerstands-Performance im Rahmen der Haifischbar/Hamburger Schauspielhaus.
- 2011 – BLOGOSPHERE IRAQ – Rechercheprojekt im Rahmen des Spieltriebe-Festivals 2011/Osnabrück
- 2011 – FALL – interdisziplinäres Projekt in Zusammenarbeit mit dem Choreographen Antoine Effroy und der Videokünstlerin Claudia Liekham (Fundbureau, Hamburg)
- 2013 – Sonntagssalon #9 zum Thema FLUCHT
- 2014 – WE ARE EVIDENCE OF WAR (Schwabinggrad Ballett) im Rahmen der Wiener Festwochen
- 2015 – CHÖRE DER KOMMENDEN (Schwabinggrad Ballett), Live Art Festival, Kampnagel Hamburg
- 2015 – RE°°°produktion – von Zeitbomben, Samenspendern und Supermüttern. am Volkstheater Rostock
- 2016 – 〉〉〉〉〉〉 MARCHING SESSION I – VI. _____________ 〉〉〉〉〉Interaktive (Lecture-) Performance für Mit-Läufer und Schritt-Macher. im K3 – Zentrum für Choreographie, Hamburg (im Rahmen des Graduiertenkollegs Performing Citizenship)
- 2017 – 〉〉〉〉〉〉 HALLO, MARSCH! ________〉〉〉〉. Kollektive Walkingperformance für Mit-Läufer*innen und Schritt-Macher*innen. (Kooperation der Hallo Festspiele und k3)
- 2017 – CHÖRE DER ANGEKOMMENEN. INDISKRETE PLATZBEFRAGUNG(Schwabinggrad Ballett & Arrivati), HAU, Berlin

## Installationen und Interventionen
- 2006 – MUND/MOUTH (Becketts Not I meets ATEM v. Franz Wassermann) Interaktive Videoinstallation in Zusammenarbeit mit Stefan Goetsch. Aufführung im Rahmen von „Beckett in Town“ auf Kampnagel, Hamburg
- 2007 – TAPE 1-4 – Installation & unsichtbares Theater, Rathausmarkt Hamburg.
- 2008 – dressed to kill I-IV – Installation im Rahmen von PERFORMING CRIME – Archiv des Verbrechens (lunatiks produktion) / Bremen
- 2009 – Moving Wall(s) – Walking Performance in der Hamburger Innenstadt anlässlich der künstlerischen Besetzung des Hamburger Gängeviertels.
- 2010 – Utopischer Garten – Installation und performative Pflanzaktion im Hamburger Gängeviertel.
- 2012 – Blámastaðurinn / BLAUER PLATZ (Videoarbeit in Kooperation mit der Künstlerin Anna Steinert) in Ísafjordur / Island
- 2014 – PLATZ DER UNBILLIGEN LÖSUNGEN II: Europa der Kommenden/how to arrive to stay (Schwabinggrad Ballett), Park Fiction Hamburg

## Veröffentlichungen
- Liz Rech: Performing Citizenship: Gathering (in the) Movement. The Choreographic Format of Circle Dancing and the Round Dance as a Matrix of Collective Action in the Context of Political Assemblies, Protests and Occupations. In: P. Hildebrandt, K. Evert, S. Peters, M. Schaub, K. Wildner, G. Ziemer (Hrsg.): Performing Citizenship – Bodies, Agencies, Limitations. Palgrave, London 2019, ISBN 978-3-319-97502-3 (link.springer.com)
- Liz Rech: Körper und Öffentlichkeit – zur performativen Dimension städtischen Handelns. In: A. Huffschmid, S. Lanz, K. Wildner (Hrsg.): metroZones. Schule für städtisches Handeln. 2015, S. 76 ff. (metrozones.info, Dossier). In Zusammenarbeit mit dock europe. Gefördert durch die Bundeszentrale für politische Bildung
- Liz Rech, Martin Jörg Schäfer, Vassilis Tsianos (Hrsg.): The Art of Being Many: A Reader for an Assembly of Assemblies. Geheimagentur, Pinneberg 2014.
- Liz Rech: „Bastard. Wahlidentitäten“. Ein Rechercheprojekt. In: W. Sting, N. Köhler, K. Hoffmann, W. Weiße, D. Grießbach (Hrsg.): Irritation und Vermittlung. Theater in einer interkulturellen und multireligiösen Gesellschaft. (= Scena Beiträge zu Theater und Religion. Bd. 4). Lit Verlag, Berlin 2010, ISBN 978-3-643-10065-8, S. 167 ff.